# Geoffroy Ier de Rancon
Geoffroy III de Rancon (♰ 1153) est un noble saintongeais, seigneur de Vouvant, Benet, Civray, Marcillac et Taillebourg (1137-1153). Il est un commandant de l'armée française du XIIe siècle et sert dans l'armée d'Aliénor d'Aquitaine pendant la deuxième croisade.

## Biographie

### Famille
Geoffroy III est le fils de Geoffroy II de Rancon (♰ 1137), seigneur de Taillebourg et de Marcillac (1122-1137),.

### Croisade
Le 31 mars 1146, Geoffroy est présent à l'assemblée convoquée par le roi à Vézelay. En compagnie de son allié Hugues VII de Lusignan, il prend la croix à la suite de la prédication de Bernard de Clairvaux, entraine une grande partie de la noblesse saintongeaise et accompagne Louis VII de France et son épouse à la deuxième croisade en 1147.
En janvier 1148, le jour où les croisés doivent traverser le mont Cadmos, le roi de France Louis VII choisit de prendre en charge l'arrière de la colonne, où marchent les pèlerins non armés et les trains de bagages. L'avant-garde, avec laquelle marche la reine Aliénor, est commandée par Geoffroy de Rancon. Sans contrainte de bagages, ils atteignent le sommet de Cadmos, où Geoffroy reçoit l'ordre de camper pour la nuit. Cependant il choisit de continuer, décidant de concert avec Amédée III, comte de Savoie, l'oncle de Louis, qu'un plateau voisin ferait un meilleur site. Une telle désobéissance aurait été courante.
En conséquence, le 6 janvier, au milieu de l'après-midi, l'arrière de la colonne croyant que la marche du jour est presque terminée traîne. L'armée s'est donc séparée, certains ayant déjà franchi le sommet et d'autres s'en approchant encore. À ce moment, les Turcs du sultan de Rûm, Mas`ûd Ier, qui suivent et feintent d'attaquer depuis plusieurs jours, saisissent leur chance et attaquent ceux qui n'ont pas encore franchi le sommet. Les Francs, soldats et pèlerins, surpris, sont pris au piège. Ceux qui tentent de s'échapper sont tués. Beaucoup d'hommes, de chevaux et une grande partie des bagages sont jetés dans le canyon en contrebas. Les pertes sont lourdes et le roi se retrouve même isolé. Aujourd'hui cet évènement est connu sous le nom de la bataille du mont Cadmos.
La responsabilité officielle du désastre est attribuée à Geoffroy de Rancon qui avait pris la décision de continuer. Les survivants suggèrent de pendre le fautif. Grâce à l'intervention d'Aliénor d'Aquitaine, Geoffroy est épargné, puis relevé de son commandement,. Il est remplacé par Évrard des Barres, maître de l'Ordre du Temple. Louis VII renvoie Geoffroy en Aquitaine, avant la fin de la croisade, pour administrer le duché,.

### Décès
Geoffroy III de Rancon disparaît de la documentation après 1153.

## Union et descendance
D’une union, restée inconnue, Geoffroy III de Rancon a quatre enfants :
- Bourgogne de Rancon (av. 1112-ap. 1169) qui épouse, av. 1140, Hugues VIII (1097-1171), seigneur de Lusignan et lui apporte en dot les châteaux de Vouvant[12] et de Civray[13].

- Aimery de Rancon (♰ 1171), seigneur de Taillebourg. Sans union ni postérité connues.
- Geoffroy IV de Rancon (♰ 1194), seigneur de Marcillac[14] et de Taillebourg[15]. Il a pour fils et héritier :
  - Geoffroy V de Rancon (♰ v. 1209), seigneur de Taillebourg et de Marcillac. Il épouse Létice de Rancon.

- Berthe de Rancon (♰ av. 1174) qui épouse Guillaume III Maingot (♰ ap. 1174), seigneur de Surgères[16],[17].

## Sources et bibliographie